# Menajot (Talmud)
El tratado Menajot, es el segundo tratado del orden de Kodashim, de la Mishná y el Talmud. El tratado tiene una Tosefta y una Guemará en el Talmud de Babilonia. El tratado Menajot trata sobre las reglas relacionadas con la preparación y la presentación de las ofrendas de grano, harina y bebida, incluyendo la ofrenda que fue era quemada en el altar, y cuyo resto era consumido por los sacerdotes, tal como se especifica en la Torá (Levítico 2:1), la ofrenda de la cebada (Levítico 23:10), la ofrenda de los dos panes (Levítico 23:17), y la ofrenda de los panes de la proposición (Levítico 24:5), estas eran las ofrendas de grano y harina del Templo de Jerusalén.